# كينجيت
كينجيت هي بلدة تقع في منطقة قيكيقتالوك في ولاية نونافوت،كندا.